# Власов, Андрей Григорьевич
Андре́й Григо́рьевич Вла́сов  (28 августа 1912 — 31 октября 1969) — советский солдат, участник Великой Отечественной войны, полный кавалер ордена Славы. В годы Великой Отечественной войны — рядовой, сапёр-разведчик взвода инженерной разведки 665-го отдельного сапёрного батальона 385-й стрелковой дивизии 10-й армии Западного фронта.

## Биография
Родился 28 августа 1912 года в селе Гавриловское (ныне Селецкое сельское поселение Суздальского района Владимирской области) в семье крестьянина. Русский. Окончил 4 класса. Работал в Москве столяром в мебельной мастерской Тимирязевской сельскохозяйственной академии.
В первые дни после начала Великой Отечественной войны в качестве добровольца обратился в Октябрьский РВК города Москвы и 26 июня 1941 года был призван в Красную Армию.
Участник Великой Отечественной войны с 20 августа 1941 года воевал на Западном фронте, участвовал в боях под Москвой.
В ночь на 16 ноября 1943 года в районе деревни Загоренка Чаусский район Могилёвской области сапёр-разведчик взвода инженерной разведки 665-го отдельного сапёрного батальона 385-й стрелковой дивизии красноармеец Власов, обеспечивая действия дивизионной разведроты, проделал проход в усиленном проволочном заграждении противника и разведывал на наличие мин местность до вражеских траншей, чем обеспечил успешные действия разведчиков. Группа захвата ворвалась в траншеи противника, завязался бой, в результате были захвачены документы у убитого немецкого военнослужащего и разведана система обороны неприятеля.
Приказом по 385-й стрелковой дивизии № 062/Н от 25 ноября 1943 года награждён орденом Славы 3-й степени.
В ночь на 28 ноября 1943 года в районе западнее деревни Глушец Чаусского района Могилёвской области (ныне Ново-Егоровка) совместно с сапёром красноармейцем Фёдором Михеевым, действуя смело и решительно, к установленному сроку проделал проход в заграждениях перед траншеей врага, чем содействовал общему успеху при прорыве переднего края обороны противника частями дивизии.
Приказом № 634 по 10-й армии от 10 декабря 1943 года награждён орденом Славы 2-й степени, став одним из трёх первых кавалеров ордена Славы II степени в Красной Армии.
Кандидат в члены ВКП(б) с декабря 1943 года, член ВКП(б) с 1944 года.
Вечером 24 декабря 1943 года во главе группы сапёров ночью скрытно переправился через реку Проня в районе деревни Прилеповка (9 км северо-восточнее города Чаусы, Могилёвской области), преодолев по пластунски нейтральную зону, достиг проволочного заграждения противника. Систематический пулемётно-автоматный огонь простреливающий фасы проволочного препятствия, непрерывное освещение осветительными ракетами местности перед передним краем обороны противника заставило сапёров действовать быстро и энергично. Точно в установленный командованием срок проход в проволочном заграждении был обеспечен, но перед следующей линией вражеских траншей проходил второй ряд проволочных заграждений, обеспечение проходов в ней было возможно только совместно с атакующей пехотой. В 6 часов утра 25 декабря 1943 года части 385-й стрелковой дивизии пошли в атаку, рядовой Власов шёл вместе с пехотой, действуя смело и решительно автоматом и гранатой, первым ворвался в первую линию траншей противника и броском преодолел расстояние до второй линии заграждения, в которой после подхода атакующей советской пехоты обеспечил проход. Пропустив через данный проход пехотинцев, Власов вместе с ними пошёл в атаку. Храбрость и отвага, проявленная Власовым, обеспечили успех прорыва переднего края обороны противника в полосе наступления 385-й стрелковой дивизии
28 декабря 1943 года Власов А. Г. был представлен к ордену Славы 1-й степени, но награждён этим орденом только 24 марта 1945 (первые официальные кавалеры ордена Славы 1-й степени Шевченко К. К., Питенин М. Т. были представлены к орденам Славы 1-й степени гораздо позже в марте 1944 года). Таким образом, Власов А. Г. — полный кавалер ордена Славы, заслуживший все три степени ордена в 1943 году за боевые отличия, совершённые им в течение чуть более месяца, через полтора месяца после учреждения этого ордена. Кроме того, на момент представления его к ордену Славы 1-й степени, как отмечено в его наградом листе, ему ещё не успели вручить ордена Славы 2-й и 3-й степени, которыми они был награждён ранее.
Указом Президиума Верховного Совета СССР от 24 марта 1945 года «за мужество, отвагу и бесстрашие, проявленные в боях с гитлеровскими захватчиками» рядовой Власов Андрей Григорьевич награждён орденом Славы 1-й степени. Стал полным кавалером ордена Славы.
Демобилизован в сентябре 1945 в звании старший сержант. Жил в Москве. Работал столяром.
Умер 31 октября 1969 года. Похоронен на Химкинском кладбище города Москвы.

## Награды
- Орден Славы 1-й степени (24.03.1945)
- Орден Славы 2-й степени (10.12.1943)[4]
- Орден Славы 3-й степени (25.11.1943)[5]
- Медаль «За оборону Москвы»
- Медаль «За победу над Германией в Великой Отечественной войне 1941—1945 гг.»
- Юбилейная медаль «Двадцать лет Победы в Великой Отечественной войне 1941—1945 гг.»
- Юбилейная медаль «50 лет Вооружённых Сил СССР»
- Медаль «В память 800-летия Москвы»

## Память
Захоронение Власова А. Г. на Химкинском кладбище города Москвы — является объектом культурного наследия.